# Puberdade precoce
Puberdade precoce é o desenvolvimento de certos aspectos típicos da puberdade, porém, antes da idade considerada como normal, numa criança com menos de 8 anos (numa menina) ou 9 anos (no caso dos meninos). Pode tanto ser normal em todo aspecto exceto a idade ocorrida, ou pode significar alguma condição anormal como tumores, por exemplo.
A puberdade precoce incluem o aparecimento dos seguintes sintomas antes da idade normal (8 para as meninas, 9 para os meninos):
- Desenvolvimento de pelos púbicos e dos órgãos sexuais.
- Crescimento dos seios e sangramento vaginal.
- Crescimento rápido, mas cedo demais, que pode eventualmente diminuir a altura total quando adulto.